# Barnebyella calycina
Barnebyella calycina är en ärtväxtart som först beskrevs av John Ellerton Stocks, och fick sitt nu gällande namn av Dieter Podlech. Barnebyella calycina ingår i släktet Barnebyella och familjen ärtväxter. Inga underarter finns listade i Catalogue of Life.